# Unterwangen
Unterwangen ist ein Stadtteil von Stühlingen im Landkreis Waldshut in Baden-Württemberg.

## Lage und Verkehrsanbindung
Der Ort liegt nordwestlich der Kernstadt Stühlingen und nordöstlich von Oberwangen an der Kreisstraße K 6513. Nordöstlich des Ortes verläuft die B 315 und südwestlich die Landesstraße L 169, südlich fließt der Mühlbach. Südöstlich erstreckt sich das 85,8 ha große Naturschutzgebiet Lindenberg-Spießenberg und südwestlich das 57 ha große Naturschutzgebiet Braunhalden-Schlattboden.